# Abderrahmane Zitouni
Pour les articles homonymes, voir Zitouni.
Abderrahmane Zitouni (en arabe : عبد الرحمن زيتوني) est un footballeur international algérien né le 17 mai 1969 à Bab El Oued dans la wilaya d'Alger et mort le 15 janvier 2024, évoluant au poste d'arrière gauche,.

## Biographie

### Carrière sportive

#### En club
Abderrahmane Zitouni, talentueux défenseur central puis latéral gauche chez les jeunes du MCA avec qui il était capitaine d’équipe, reconverti ensuite en ailier gauche.  
Zitouni joue en première division algérienne avec son club formateur, le MC Alger où il est champion d'Algérie en 1999, avant de finir sa carrière dans des clubs de divisions inférieures comme le club du MB Bouira où il a été obligé de mettre un terme à toute activité sportive à la suite d'un grave accident de la circulation.

#### En équipe nationale
Abderrahmane Zitouni honore une seule sélection en équipe d'Algérie en 1995. Son seul match avec Les Verts a eu lieu le 22 juillet 1995 contre la Tunisie (victoire 2-1).

### Vie privée
Abderrahmane Zitouni plus généralement surnommé «Pepito» par ses amis meurt le 15 janvier 2024 des suites d’une longue maladie, à l’âge de 54 ans.

## Palmarès
MC Alger
- Championnat d'Algérie (1) :
  - Champion : 1998-99.

- Coupe de la Ligue d'Algérie (1) :
  - Vainqueur : 1997-98.